# National Youth Competition
Die National Youth Competition (aus Sponsoringgründen auch als Holden Cup bezeichnet) ist ein Rugby-League-Wettbewerb, an dem die U-20-Mannschaften der NRL-Teams teilnehmen. Die Spiele finden immer vor den entsprechenden NRL-Spielen statt, das heißt, das Finale der National Youth Competition findet am selben Tag und im selben Stadion statt wie das NRL Grand Final.

## Bisherige Titelträger
| Saison | Grand Final          | Grand Final   | Grand Final                | Tabellenführer nach 26 Spieltagen (Minor Premiers) |
| Saison | Team A               | Ergebnis      | Team B                     | Tabellenführer nach 26 Spieltagen (Minor Premiers) |
| ------ | -------------------- | ------------- | -------------------------- | -------------------------------------------------- |
| 2008   | Canberra Raiders     | 28 – 24 n. V. | Brisbane Broncos           | Canberra Raiders (40 Punkte)                       |
| 2009   | Melbourne Storm      | 24 – 22       | Wests Tigers               | Manly-Warringah Sea Eagles (43 Punkte)             |
| 2010   | New Zealand Warriors | 42 – 28       | South Sydney Rabbitohs     | South Sydney Rabbitohs (38 Punkte)                 |
| 2011   | New Zealand Warriors | 31 – 30 n. V. | North Queensland Cowboys   | New Zealand Warriors (43 Punkte)                   |
| 2012   | Wests Tigers         | 46 – 6        | Canberra Raiders           | Canterbury-Bankstown Bulldogs (39 Punkte)          |
| 2013   | Penrith Panthers     | 42 – 30       | New Zealand Warriors       | Canberra Raiders (43 Punkte)                       |
| 2014   | New Zealand Warriors | 34 – 32       | Brisbane Broncos           | Newcastle Knights (40 Punkte)                      |
| 2015   | Penrith Panthers     | 34 – 18       | Manly-Warringah Sea Eagles | Penrith Panthers (44 Punkte)                       |

| Titel | Verein               | Saison           |
| ----- | -------------------- | ---------------- |
| 3     | New Zealand Warriors | 2010, 2011, 2014 |
| 2     | Penrith Panthers     | 2013, 2015       |
| 1     | Canberra Raiders     | 2008             |
| 1     | Melbourne Storm      | 2009             |
| 1     | Wests Tigers         | 2012             |